# شوبهنگی آتر
شوبانگی آتر (زاده ۱۱ آوریل ۱۹۸۱) یک بازیگر تلویزیون هندی است. آتر اولین بار در بازیگری با Kasautii Zindagii Kay اثر اکتا کاپور وارد صحنه شد.
آتر در ۱۱ آوریل ۱۹۸۱ به دنیا آمد. او اهل ایندور است و دارای مدرک MBA (کارشناس ارشد مدیریت بازرگانی) است.

## زندگی شخصی
شوبانگی آتر در سال ۲۰۰۳ با پیوش پوری ازدواج کرد، که از او یک دختر دارد. او پس از ۱۹ سال زندگی مشترک، در سال ۲۰۲۲ از همسرش جدا شد.
او یک عاشق موسیقی است. او از طرفداران سلمان خان است. تکیه‌کلام "ساهی پاکده هاین" (تو درست گرفتی) از سریال او بهابی جی غار پر های! اتر بسیار محبوب است.